# Jesper Jensen (handbollsspelare född 2000)
Jesper Lars Jensen, född 28 september 2000 i Tibro, är en svensk handbollsspelare (mittsexa). Han deltog när Sveriges ungdomslandslag tog guld vid U18-EM 2018 i Kroatien.